# Vojko Lajovec
Vojko Lajovec, slovenski hokejist, * 18. marec 1962, Ljubljana.
Lajovec je bil dolgoletni član kluba Olimpija Hertz Ljubljana. Za jugoslovansko reprezentanco je nastopil na Olimpijskih igrah 1984 v Sarajevu.

## Pregled kariere
Odebeljeno - reprezentančni nastopi, glej tudi Statistika pri hokeju na ledu.
| Moštvo                   | Liga               | Sezona |    | Redni del | Redni del | Redni del | Redni del | Redni del | Redni del |   | Končnica | Končnica | Končnica | Končnica | Končnica | Končnica |
| ------------------------ | ------------------ | ------ | -- | --------- | --------- | --------- | --------- | --------- | --------- | - | -------- | -------- | -------- | -------- | -------- | -------- |
| Moštvo                   | Liga               | Sezona | OT | G         | P         | T         | +/-       | KM        | OT        | G | P        | T        | +/-      | KM       |          |          |
| Olimpija Hertz Ljubljana | Jugoslovanska liga | 83/84  |    |           |           |           |           |           |           |   |          |          |          |          |          |          |
| Jugoslavija              | Olimpijske igre    | 84     |    |           |           |           |           |           |           |   |          |          |          |          |          |          |
| Olimpija Hertz Ljubljana | Jugoslovanska liga | 84/85  |    |           |           |           |           |           |           |   |          |          |          |          |          |          |
| Olimpija Hertz Ljubljana | Jugoslovanska liga | 85/86  |    |           |           |           |           |           |           |   |          |          |          |          |          |          |
| Olimpija Hertz Ljubljana | Jugoslovanska liga | 86/87  |    |           |           |           |           |           |           |   |          |          |          |          |          |          |
| Olimpija Hertz Ljubljana | Jugoslovanska liga | 87/88  |    |           |           |           |           |           |           |   |          |          |          |          |          |          |
| Skupaj                   |                    |        |    |           |           |           |           |           |           |   |          |          |          |          |          |          |